# Dabas
Dabas é uma cidade da Hungria, situada no condado de Peste. Tem 165,99 km² de área e sua população em 2019 foi estimada em 17.023 habitantes.